# 卧云山 (昆明)
卧云山位于中国云南省昆明市西郊，西山区团结街道（原团结乡）境内，距昆明市区约35公里。最高点海拔2591米。卧云山因云雾常绕于翠峰之巅而得名。卧云山占地面积约40平方公里，森林植被覆盖率达80％以上，有“昆明后花园”之美称。现已辟为卧云山旅游度假区，是昆明近郊独有的、森林面积最大、自然生态保存最好、植被群落最丰富的旅游景区之一。